# Robocode
Robocode – opensourcowa gra programistyczna stworzona przez Mathew Nelsona. Rozwijana jest głównie przez Flemminga N. Larsena oraz Pavla Šavarę. Została zaprojektowana jako aplikacja pomagająca w nauce programowania w Javie. Zadaniem gracza jest napisanie przy użyciu tego właśnie języka wirtualnego robota, który następnie bierze udział w walce ze stworzonymi przez innych pojazdami. Początkujący użytkownicy mogą skorzystać z dostępnych, między innymi na stronie projektu, gotowych robotów, a bardziej zaawansowani programiści mają wręcz nieograniczone możliwości, jeśli chodzi o wzbogacanie ich o nowe funkcje.
Robocode zdobył uznanie wśród licznej grupy użytkowników oraz doczekał się rozmaitych przeróbek i innych aplikacji podobnych do niego w sposobie działania. Programistom Ruby rozrywki dostarcza więc gra nosząca nazwę Rubots, a osoby zainteresowane Pythonem mogą skorzystać z programu zwanego pyRobocode.